# Hemitriecphora strongii
Hemitriecphora strongii är en insektsart som först beskrevs av Frederick William Hope 1837.  Hemitriecphora strongii ingår i släktet Hemitriecphora och familjen spottstritar. Inga underarter finns listade i Catalogue of Life.